# Euphumosia spiraculata
Euphumosia spiraculata är en tvåvingeart som beskrevs av Paramonov 1961. Euphumosia spiraculata ingår i släktet Euphumosia och familjen spyflugor. Inga underarter finns listade i Catalogue of Life.